# Governador de Vermont
O Governador de Vermont é o chefe do governo do Vermont, estado dos Estados Unidos. O governador é eleito em dois em dois anos, sendo a última eleição em 2010; Vermont e Nova Hampshire são os únicos estados a realizar eleições para governador a cada dois anos, em vez de a cada quatro. Não há limite no número de mandato que um governador pode servir.
O governador em exercício é Peter Shumlin. Na sua eleição, ele foi eleito pelo partido democrata. Ele é o 81º governador de Vermont. Dois outros, Thomas Chittenden e Moisés Robinson , serviram como governador da República de Vermont antes da admissão de Vermont à União em 1791. 
O gabinete do governador está localizado em Montpelier, Vermont. Escritório cerimonial do governador, usado durante a sessão legislativa da Assembléia Geral, está localizada no na Assembliea de Vermont, também em Montpelier. 
A Constituição de Vermont dá os seguintes poderes ao governador:
- Nomear todos os oficiais
- Para conceder indultos e remeter multas, exceto para os casos de traição, em que o governador só podem conceder adiamentos até o final da próxima sessão da Assembléia. E para os casos de impeachment, em que o governador não pode conceder perdão
- Para "tomar cuidado para que as leis sejam fielmente executadas" e "acelerar a execução de medidas, como pode ser deliberada pela Assembléia Geral"
- "Colocar os embargos , ou proibir a exportação de qualquer mercadoria "por até 30 dias durante um recesso da Assembléia Geral
- A "concessão de licenças, como deve ser dirigido por lei"
- Para chamar sessões especiais da Assembléia Geral, quando necessário
- Para ser o " Capitão-Geral e Comandante-em-chefe "das" forças do Estado "(a Guarda de Vermont e a Guarda Nacional de Vermont)

O vice-governador é eleito em eleição separada, que assume os poderes do governador, caso haja uma vaga no cargo de governador ou o governador não foi capaz de servir. O vice-governador é também o tenente-geral das "forças do Estado." 